# Starship Technologies
Starship Technologies est une société estonienne qui développe de petits véhicules de livraison robotiques autonomes. La société est basée à San Francisco, en Californie, avec des opérations d'ingénierie à Tallinn, en Estonie, et une équipe satellite à Helsinki, en Finlande. Starship a également des bureaux à Londres, au Royaume-Uni, en Allemagne, à Washington, DC et à Mountain View, en Californie.

## Histoire

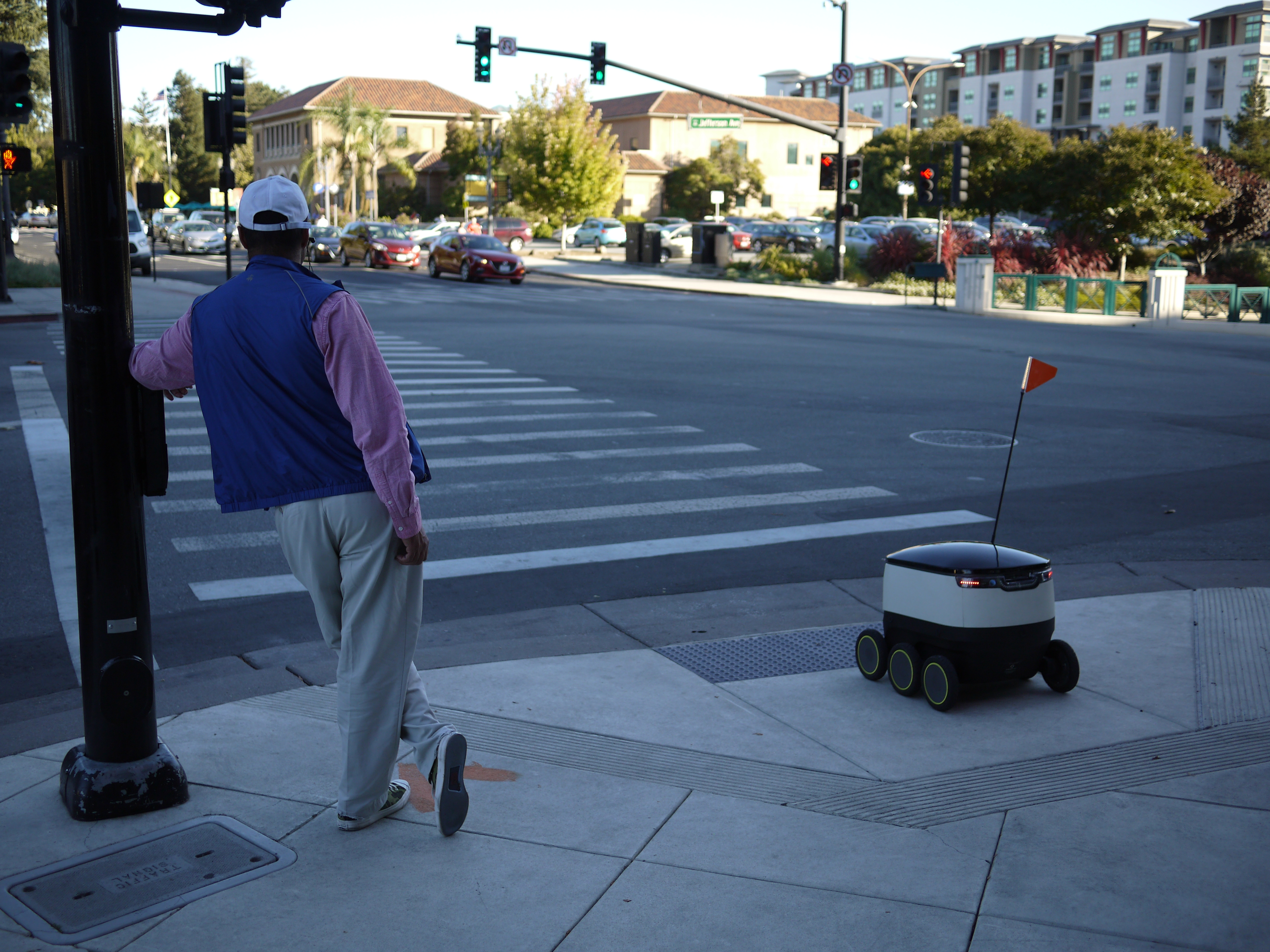
Un homme et un robot de livraison Starship Technologies en attente à un passage pour piétons à Redwood City, Californie

Starship Technologies a été fondée par les cofondateurs de Skype Janus Friis et Ahti Heinla. Initialement, il s'appelait Project Echo. Une équipe centrale de la société est devenue l'équipe Kuukulgur, qui dirigée par Ahti Heinla avait participé au Défi du Centenaire de la NASA en construisant des robots expérimentaux de récupération d'échantillons. Starship Technologies OÜ a été enregistré le 11 juin 2014 à Tallinn, en Estonie. Starship Technologies, Inc., une société du Delaware, a été enregistrée à San Francisco, aux États-Unis, le 28 septembre 2016.
Starship Technologies a lancé des services pilotes en 2016, entre autres à Tallin (en partenariat avec la société de livraison de repas Wolt) aux États-Unis et au Royaume-Uni, avec des services commerciaux lancés en 2017. En avril 2018, Starship a lancé son service de livraison autonome à Milton Keynes, au Royaume-Uni, en partenariat avec Co-operatives UK et Tesco. En mars 2020, Starship est devenu le premier service de livraison de robots à opérer dans un centre-ville britannique avec le déploiement de son service à Milton Keynes. Milton Keynes possède actuellement la «plus grande flotte de robots autonomes au monde».
En janvier 2019, Starship s'est associé à Sodexo pour lancer des services de livraison de nourriture par robot à l'université George-Mason. Avec une flotte de 25 robots lors du lancement, il s'agissait de la plus grande implémentation de services de livraison de nourriture par robot autonome sur un campus universitaire à cette époque. En 2019, il a étendu ses services à l'université du Nord de l'Arizona à Flagstaff, à l'université Purdue à West Lafayette, à l'université de Pittsburgh, à l'université du Wisconsin à Madison, à l'université de Houston et à l'université du Texas à Dallas.
En 2020, Starship a étendu ses opérations à l'Université du Mississippi et à la Bowling Green State University,,. En mars 2020, elle a lancé son service sur le Broad Branch Market de Washington DC.
En mars 2020, à cause de la pandémie de Covid-19, Starship a procédé à un grand nombre de licenciements. La société n'a pas publié combien de 260 employés en Estonie qu’elle avait licenciés.

## Opérations

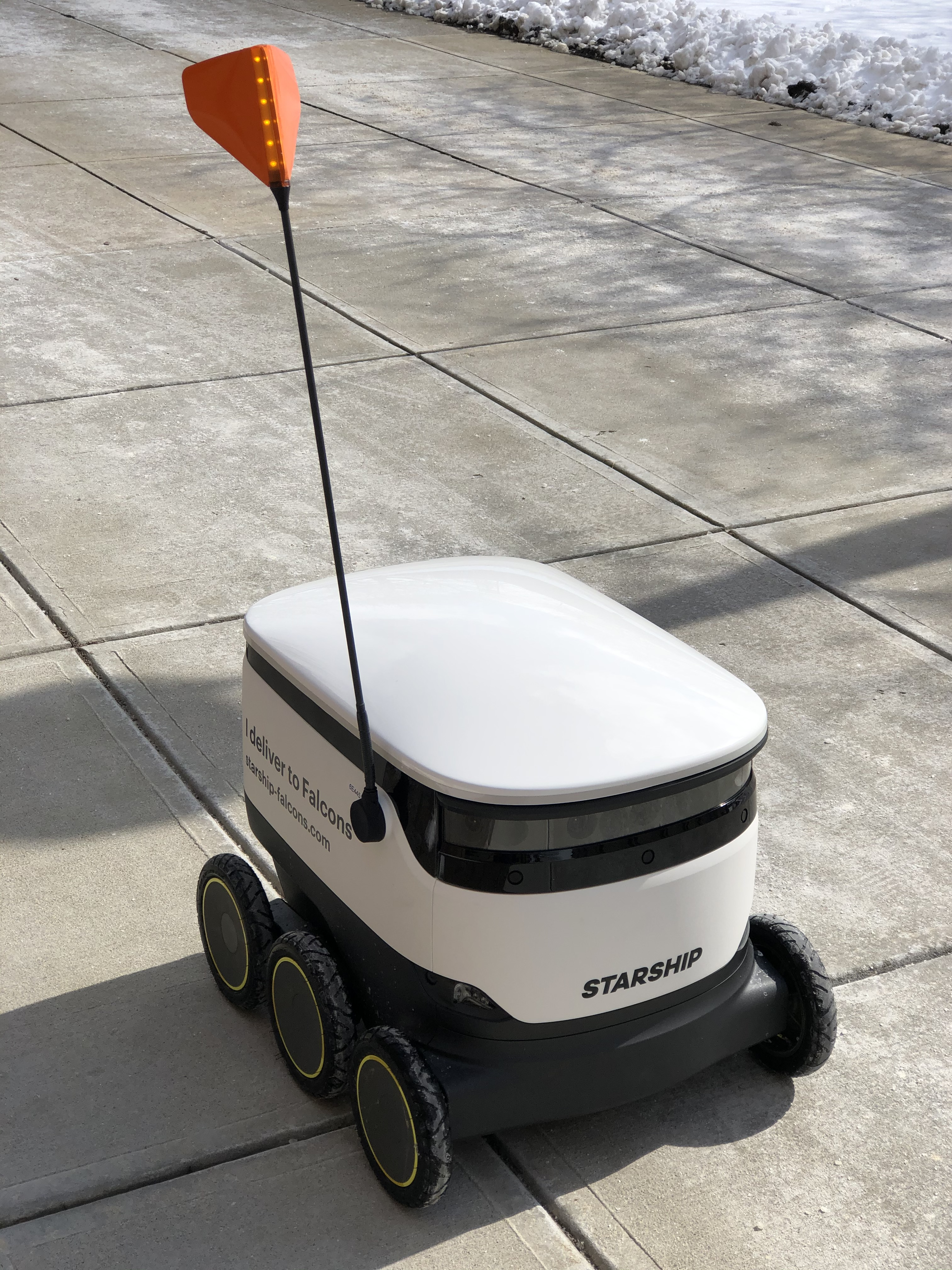
Un gros plan d'un robot de livraison Starship fonctionnant en hiver, avec son réseau de caméras visible.

Starship développe et exploite des robots électriques roulant sur les trottoirs à une vitesse piétonne, avec une vitesse maximale de 6km/h, le robot peut être télécommandé en cas d'échec du fonctionnement autonome et ne sera utilisé que pour une livraison locale à relativement courte distance. Les robots utilisent la détection des caractéristiques et des techniques de cartographie pour déterminer l'adéquation du terrain navigable. Le robot pèse 25 kg environ déchargés et peuvent supporter jusqu'à 9 kg environ de livraisons. Les robots sont équipés d'une suite de capteurs comprenant des caméras, une unité de mesure inertielle GPS, des capteurs à ultrasons, un radar, et éventuellement d'autres capteurs mais pas de lidar. Les robots ont des haut-parleurs, afin qu'ils puissent communiquer avec les humains qu'ils rencontrent.
Le service a été testé dans plus de 100 villes et 20 pays à travers le monde. La société opère aux États-Unis, au Royaume-Uni, en Allemagne et en Estonie. Il a annoncé son intention d'étendre son service à 100 campus universitaires aux États-Unis, dans le but d'atteindre un million d'étudiants.

## Siège social
Le siège social d'origine de l'entreprise a été établi à Londres mais a été déplacé à San Francisco en 2018. Ses opérations d'ingénierie sont situées à Tallinn, en Estonie, avec une équipe satellite à Helsinki, en Finlande.

## Controverse
Starship s'est principalement concentré sur les services de livraison sur les campus universitaires à partir de 2019, ce qui a laissé l'entreprise dans une position difficile pendant la pandémie COVID-19. En mars et avril, on estime que près de la moitié de tous les employés ont été licenciés, la plupart en Estonie. Cela a abouti à plusieurs plaintes judiciaires déposées contre Starship pour avoir prétendument ignoré la législation du travail estonienne, la plupart des cas ont été réglés dans le cadre d'accords mutuels privés devant le Comité d'Arbitrage du Travail Estonien (Töövaidluskomisjon). De nombreux employés licenciés sont également allés aux médias, exposant des détails sur le fonctionnement interne de l'entreprise et critiquant les décisions de la direction pendant et pendant la période précédant la pandémie. En juin 2020, la société avait également accumulé plus de 500000 euros de dette fiscale en Estonie.

## Voir également
- Nuro, un véhicule de livraison autonome similaire, bien que plus grand de la taille d'une petite voiture, et conduisant sur la route.